# 否定信條
否定信條（拉丁語：Confessio Negativa），有時被稱為國王信條（King's Confession），是蘇格蘭 國王詹姆斯六世 (James VI)於1580年3月2日（舊曆）發布的信仰告白。 

## 背景
1580年，蘇格蘭新教徒 (Protestants)擔心反宗教改革 (Counter-Reformation)勢力在蘇格蘭的影響，並對國王詹姆斯的天主教 (Catholic)寵臣埃斯梅·斯圖爾特 (Ésme Stewart)持懷疑態度。他們懷疑天主教徒已獲得教宗特許 (papal dispensation)，允許他們簽署1560年的《蘇格蘭信條》 (Scots Confession)。 大衛·考德伍德 (David Calderwood)後來聲稱「許多偽裝的天主教徒欺騙性地簽署了舊信條」。 詹姆斯為了消除這些擔憂，證明他對新教的忠誠，委託約翰·克雷格 (John Craig)起草一份信仰告白，這份告白能吸引新教徒，而天主教徒則無法簽署。 羅伯特·貝利 (Robert Baillie)後來寫道：
1580年，一些首要的朝臣等人內心其實信奉天主教，但為了自己的目的，願意偽裝，用含糊其辭和心理保留來否認天主教。國王希望堵住所有的漏洞，命令他家族的牧師克雷格起草一份信條，明確拒絕大多數來自羅馬的錯誤 
該文件被稱為《否定信條》，因為它定義了蘇格蘭教會 (Church of Scotland)反對什麼，而不是贊同什麼。 不過，該信條確實包含了對《蘇格蘭信條》的肯定。

## 接受情況
該信條首先由國王和他的朝臣（包括埃斯梅·斯圖爾特）簽署，因此得名國王信條。  根據考德伍德的說法，"幾乎所有階層的市民"都跟隨詹姆斯簽署了該信條。 蘇格蘭教會總會 (General Assembly of the Church of Scotland)批准信條，並宣稱它是「一份真實的基督教信條，那些真正信奉基督和他的真教會的人應該同意」 教會還收到命令，要起訴「拒絕者」，大學畢業生也被要求簽署它。該信條在整個蘇格蘭經常被更新，約翰·克雷格也在他廣受歡迎的《教理問答》中收錄了信條。 
1637年，查理一世 (Charles I)下令在蘇格蘭使用一本新的祈禱書。因為與英國國教的公禱書相似，而遭到了廣泛的抵制。許多蘇格蘭人認為查理的坎特伯雷大主教威廉·勞德 (William Laud)正試圖重新引入天主教做法。蘇格蘭教會領袖受《否定信條》及其強烈的反天主教立場所啟發，展開了反對查理教會政策的運動。 1638年，阿奇博爾德·約翰斯頓 (Archibald Johnston)和亞歷山大·亨德森 (Alexander Henderson)在全蘇格蘭簽署的《國民盟約》 (National Covenant)中重印了信條。
1831年，愛德華·歐文 (Edward Irving)說該信條「是有史以來反對教皇制度最有力的抗議之一」。 19世紀新教神學家菲利普·沙夫 (Philip Schaff)稱它為「所有信條中最激烈反對教皇的信條」。 1902年，W. L. 馬西森 (W. L. Mathieson)談到教條時說「對一切教皇相關事物的那種徹底詛咒，然而到了下個世紀的長老會信徒竟樂於將其(教皇相關事物)復興為他們信仰的告白」。休·波普 (Hugh Pope)在《天主教百科全書 (Catholic Encyclopedia)》中將其描述為「有史以來從加爾文主義 (Calvinistic)筆下發出的對教皇制度最強烈的譴責」。

## 版本
- The Scots Confession, 1560, and Negative Confession, 1581, introduction by G. D. Henderson（英语：G. D. Henderson） (Edinburgh: Church of Scotland, Committee on Publications, 1937).
- The text of the Confession is reprinted in A Source Book of Scottish History, Volume 3: 1567 to 1707, eds. W. C. Dickinson and G. Donaldson (London: Nelson, 1954), p. 32.